# Liste des matchs de l'équipe de Chine de football par adversaire
Cette liste présente les matchs de l'équipe de Chine de football par adversaire rencontré. Lorsqu'une rivalité footballistique particulière existe entre la Chine et un autre pays, une page spécifique est parfois proposée.
- Haut – A
- B
- C
- D
- E
- F
- G
- H
- I
- J
- K
- L
- M
- N
- O
- P
- Q
- R
- S
- T
- U
- V
- W
- X
- Y
- Z

## A

### Algérie
Confrontations entre l'équipe d'Algérie de football et l'équipe de Chine de football en matchs officiels :
| Date            | Lieu                     | Match           | Score | Compétition |
| 5 décembre 1980 | Constantine, Algérie     | Algérie - Chine | 4-1   | Amical      |
| ?               | Pékin, Chine             | Chine - Algérie | 0-0   | Amical      |
| 28 avril 2004   | Clermont-Ferrand, France | Chine - Algérie | 1-0   | Amical      |

#### Bilan
- Total de matchs disputés : 3
- Victoires de l'équipe de Chine : 1
- Victoires de l'équipe d'Algérie : 1
- Matchs nuls : 1

### Andorre
| Date          | Lieu             | Match           | Score | Compétition  |
| 14 avril 2004 | Peralada Espagne | Andorre - Chine | 0 - 0 | Match amical |

#### Bilan
- Total de matchs disputés : 1
- Victoires de l'équipe d'Andorre : 0
- Victoires de l'équipe de Chine : 0
- Match nul : 1

### Australie
Confrontations entre l'Australie et la Chine :
| Date              | Lieu                | Match             | Score | Compétition                                     |
| 6 août 1975       | Melbourne Australie | Australie - Chine | 1-0   | Match amical                                    |
| 29 octobre 1976   | Canton Chine        | Chine - Australie | 0-2   | Match amical                                    |
| 4 décembre 1983   | Lieu inconnu        | Chine - Australie | 2-1   | Match amical                                    |
| 3 novembre 1984   | Lieu inconnu        | Chine - Australie | 3-2   | Match amical                                    |
| 27 septembre 1985 | Melbourne Australie | Australie - Chine | 3-0   | Match amical                                    |
| 24 mars 2007      | Canton Chine        | Chine - Australie | 0-2   | Match amical                                    |
| 26 mars 2008      | Kunming Chine       | Chine - Australie | 0-0   | Qualifications pour la Coupe du monde 2010      |
| 22 juin 2008      | Sydney Australie    | Australie - Chine | 0-1   | Qualifications pour la Coupe du monde 2010      |
| 28 juillet 2013   | Séoul Corée du Sud  | Australie - Chine | 3-4   | Coupe d'Asie de l'Est de football 2013          |
| 22 janvier 2015   | Brisbane Australie  | Chine - Australie | 0-2   | Coupe d'Asie des Nations 2015 (quart de finale) |

#### Bilan
- Total de matchs disputés : 10
- Victoires de l'équipe d'Australie : 5
- Victoires de l'équipe de Chine : 4
- Match nul : 1

## B

### Bhoutan

#### Confrontations
Confrontations entre la Chine et le Bhoutan :
|   | Date             | Lieu     | Match           | Score | Compétition                                                   |
| - | ---------------- | -------- | --------------- | ----- | ------------------------------------------------------------- |
| 1 | 16 juin 2015     | Thimphou | Bhoutan - Chine | 0-6   | Éliminatoires de la Coupe d'Asie des nations de football 2019 |
| 2 | 12 novembre 2015 | Changsha | Chine - Bhoutan | 12-0  | Éliminatoires de la Coupe d'Asie des nations de football 2019 |

#### Bilan
Au 30 mars 2019 :
- Total de matchs disputés : 2
- Victoires de la Chine : 2
- Match nul : 0
- Victoires du Bhoutan : 0
- Total de buts marqués par la Chine : 18
- Total de buts marqués par le Bhoutan : 0

### Brésil
Confrontations entre le Brésil et la Chine en matchs officiels :
| Date              | Lieu      | Match          | Score | Compétition                    |
| 8 juin 2002       | Seogwipo  | Brésil - Chine | 4-0   | Coupe du monde 2002 (Groupe C) |
| 12 février 2003   | Guangzhou | Chine - Brésil | 0-0   | Match amical                   |
| 10 septembre 2012 | Recife    | Brésil - Chine | 8-0   | Match amical                   |

#### Bilan
- Total de matchs disputés : 3
- Victoires de l'équipe du Brésil : 2
- Victoire de l'équipe de Chine : 0
- Match nul : 1

### Brunei

#### Confrontations
Confrontations entre Brunei et la Chine :
|   | Date            | Lieu      | Match          | Score | Compétition                                                      |
| - | --------------- | --------- | -------------- | ----- | ---------------------------------------------------------------- |
| 1 | 4 mai 1975      | Hong Kong | Chine - Brunei | 10-1  | Tour préliminaire à la Coupe d'Asie des nations 1976 (gr. 4-A)   |
| 2 | 26 février 1985 | Macao     | Chine - Brunei | 8-0   | Tour préliminaire à la Coupe du monde 1986 (zone Asie, 1er tour) |
| 3 | 1er mars 1985   | Hong Kong | Brunei - Chine | 0-4   | Tour préliminaire à la Coupe du monde 1986 (zone Asie, 1er tour) |

#### Bilan
Au 31 mars 2019 :
- Total de matchs disputés : 3
- Victoires de Brunei : 0
- Match nul : 0
- Victoires de la Chine : 3
- Total de buts marqués par Brunei : 1
- Total de buts marqués par la Chine : 22

## C

### Cambodge
Confrontations entre le Cambodge et la Chine :
| Date            | Lieu        | Match            | Score | Compétition     |
| 27 avril 1963   | Jakarta     | Chine - Cambodge | 6-0   |                 |
| 7 août 1965     | Pyongyang   | Chine - Cambodge | 3-1   |                 |
| 4 décembre 1966 | Phnom Penh  | Cambodge - Chine | 0-4   |                 |
| 2 décembre 1998 | Surat Thani | Chine - Cambodge | 4-1   | Jeux asiatiques |
| 6 mai 2001      | Phnom Penh  | Cambodge - Chine | 0-4   |                 |
| 20 mai 2001     | Canton      | Chine - Cambodge | 3-1   |                 |

#### Bilan
Total de matchs disputés : 6
- Victoires de l'équipe de Chine : 6
- Match nul : 0
- Victoire de l'équipe du Cambodge : 0

### Colombie
| Date             | Lieu      | Match            | Score | Compétition  |
| 26 octobre 1995  | Pékin     | Chine - Colombie | 2-1   | Match amical |
| 14 novembre 2017 | Chongqing | Chine - Colombie | 0-4   | Match amical |

#### Bilan
- Total de matchs disputés : 2
- Victoires de l'équipe de Chine : 1
- Victoires de l'équipe de Colombie : 1
- Matchs nuls : 0

### Costa Rica

#### Confrontations
Confrontations entre la Chine et le Costa Rica en matchs officiels :
|   | Date             | Lieu            | Match              | Score | Compétition                    |
| - | ---------------- | --------------- | ------------------ | ----- | ------------------------------ |
| 1 | 4 juin 2002      | Gwangju         | Costa Rica - Chine | 2-0   | Coupe du monde 2002 (groupe C) |
| 2 | 7 septembre 2003 | Fort Lauderdale | Costa Rica - Chine | 2-0   | Match amical                   |
| 3 | 19 juin 2005     | Changsha        | Chine - Costa Rica | 2-2   | Match amical                   |
| 4 | 22 juin 2005     | Canton          | Chine - Costa Rica | 2-0   | Match amical                   |
| 5 | 26 mars 2011     | San José        | Costa Rica - Chine | 2-2   | Match amical                   |

#### Bilan
Au 3 avril 2019
- Total de matchs disputés : 5
- Victoires de l'équipe de Chine : 1
- Victoires de l'équipe du Costa Rica : 2
- Match nul : 2

## E

### Émirats arabes unis

#### Confrontations
Confrontations entre les Émirats arabes unis et la Chine :
|   | Date              | Lieu      | Match                       | Score           | Compétition                                                          |
| - | ----------------- | --------- | --------------------------- | --------------- | -------------------------------------------------------------------- |
| 1 | 11 décembre 1984  | Singapour | Chine - Émirats arabes unis | 5-0             | Coupe d'Asie des nations 1984 (gr. 2)                                |
| 2 | 15 juin 1988      | Abou Dabi | Émirats arabes unis - Chine | 0-0             | Tour préliminaire à la Coupe d'Asie des nations 1988 (gr. 1)         |
| 3 | 17 octobre 1989   | Singapour | Chine - Émirats arabes unis | 1-2             | Tours préliminaires à la Coupe du monde 1990 (zone Asie, tour final) |
| 4 | 8 novembre 1992   | Hiroshima | Chine - Émirats arabes unis | 1-1 (tab : 4-3) | Coupe d'Asie des nations 1992 (match pour la 3e place)               |
| 5 | 25 août 2001      | Shenyang  | Chine - Émirats arabes unis | 3-0             | Tour préliminaire à la Coupe du monde 2002 (zone Asie, 2e tour)      |
| 6 | 27 septembre 2001 | Abou Dabi | Émirats arabes unis - Chine | 0-1             | Tour préliminaire à la Coupe du monde 2002 (zone Asie, 2e tour)      |
| 7 | 10 juillet 2004   | Hohhot    | Chine - Émirats arabes unis | 2-2             | Match amical                                                         |
| 8 | 10 janvier 2008   | Dubaï     | Émirats arabes unis - Chine | 0-0             | Match amical                                                         |
| 9 | 6 octobre 2011    | Shenzhen  | Chine - Émirats arabes unis | 2-1             | Match amical                                                         |

#### Bilan
Au 12 avril 2019 :
- Total de matchs disputés : 9
- Victoires des Émirats arabes unis : 1
- Match nul : 4
- Victoires de la Chine : 4
- Total de buts marqués par les Émirats arabes unis : 6
- Total de buts marqués par la Chine : 15

### Espagne
Confrontations entre l'équipe de Chine de football et l'équipe d'Espagne de football.
| Date        | Lieu               | Match           | Score | Compétition |
| 2 mars 2005 | Salamanque Espagne | Espagne - Chine | 3-0   | amical      |
| 3 juin 2012 | Séville Espagne    | Espagne - Chine | 1-0   | amical      |

Bilan
- Total de matchs disputés : 2
- Victoires de l'équipe d'Espagne : 2
- Victoires de l'équipe de Chine : 0
- Matchs nuls : 0

## F

### France
Confrontations entre l'équipe de France de football et l'équipe de Chine de football
| Date        | Lieu                 | Match          | Score | Compétition |
| 7 juin 2006 | Saint-Étienne France | France - Chine | 3-1   | amical      |
| 4 juin 2010 | Saint-Pierre France  | France - Chine | 0-1   | amical      |

#### Bilan
- Total de matchs disputés : 2
- Victoires de l'équipe de France : 1
- Matchs nuls : 0
- Victoires de l'équipe de Chine : 1
- Total de buts marqués par l'équipe de France : 3
- Total de buts marqués par l'équipe de Chine : 2

## I

### Italie
Confrontations en matchs officiels entre l'Italie et la Chine :
| Date        | Lieu          | Match          | Score | Compétition  |
| 11 mai 1986 | Naples Italie | Italie - Chine | 2-0   | Match amical |

#### Bilan
- Total de matchs disputés : 1
- Victoires de l'équipe de Chine : 0
- Victoires de l'équipe d'Italie : 1
- Match nul : 0

## J

### Japon
Confrontations entre la Chine et le Japon :
| Date             | Lieu      | Match         | Score | Compétition                                                                           |
| 16 mai 1925      | Manille   | Chine - Japon | 2-0   | Match amical                                                                          |
| 28 août 1927     | Shanghai  | Chine - Japon | 5-1   | Match amical                                                                          |
| 25 mai 1930      | Tokyo     | Japon - Chine | 3-3   | Match amical                                                                          |
| 19 mai 1934      | Manille   | Chine - Japon | 4-3   | Match amical                                                                          |
| 23 juin 1975     | Hong Kong | Chine - Japon | 2-1   | Qualifications pour la Coupe d'Asie des nations 1976 (Groupe 4)                       |
| 12 juin 1980     | Canton    | Chine - Japon | 1-0   | Match amical                                                                          |
| 26 décembre 1980 | Hong Kong | Chine - Japon | 1-0   | Qualifications pour la Coupe du monde 1982 (Groupe 4 - Tour intermédiaire - Groupe A) |
| 2 juin 1981      | Saitama   | Japon - Chine | 0-0   | Match amical                                                                          |
| 2 juin 1988      | Nagoya    | Japon - Chine | 0-3   | Match amical                                                                          |
| 10 mai 1989      | Tokyo     | Japon - Chine | 2-2   | Match amical                                                                          |
| 13 mai 1989      | Okayama   | Japon - Chine | 2-0   | Match amical                                                                          |
| 29 juillet 1990  | Pékin     | Chine - Japon | 1-0   | Match amical                                                                          |
| 24 août 1992     | Pékin     | Chine - Japon | 0-2   | Match amical                                                                          |
| 6 novembre 1992  | Hiroshima | Japon - Chine | 3-2   | Coupe d'Asie des nations 1992 - 1/2 Finale                                            |
| 23 février 1995  | Hong Kong | Chine - Japon | 1-2   | Match amical                                                                          |
| 12 décembre 1996 | Al Ain    | Japon - Chine | 1-0   | Coupe d'Asie des nations 1996 - 1er tour (Groupe C)                                   |
| 7 mars 1998      | Tokyo     | Japon - Chine | 0-2   | Match amical                                                                          |
| 15 mars 2000     | Kobe      | Japon - Chine | 0-0   | Match amical                                                                          |
| 26 octobre 2000  | Beyrouth  | Chine - Japon | 2-3   | Coupe d'Asie des nations 2000 - 1/2 Finale                                            |
| 4 décembre 2003  | Tokyo     | Japon - Chine | 2-0   | Coupe d'Asie de l'Est de football 2003                                                |
| 7 août 2004      | Pékin     | Chine - Japon | 2-3   | Coupe d'Asie des nations 2004 - Finale                                                |
| 3 août 2005      | Daejeon   | Japon - Chine | 2-2   | Coupe d'Asie de l'Est de football 2005                                                |
| 20 février 2008  | Chongqing | Chine - Japon | 0-1   | Coupe d'Asie de l'Est de football 2008                                                |
| 6 février 2010   | Tokyo     | Japon - Chine | 0-0   | Coupe d'Asie de l'Est de football 2010                                                |
| 21 juillet 2013  | Hwaseong  | Japon - Chine | 3-3   | Coupe d'Asie de l'Est de football 2013                                                |
| 9 août 2015      | Wuhan     | Chine - Japon | 1-1   | Coupe d'Asie de l'Est de football 2015                                                |
| 12 décembre 2017 | Sapporo   | Japon - Chine | 2-1   | Coupe d'Asie de l'Est de football 2017                                                |
| 10 décembre 2019 | Pusan     | Chine - Japon | 1-2   | Coupe d'Asie de l'Est de football                                                     |

Bilan
Total de matchs disputés : 28
- Victoires de l'équipe du Japon : 12
- Matchs nuls : 8
- Victoires de l'équipe du Chine : 10

## K

### Kirghizistan

#### Confrontations
Confrontations entre la Chine et le Kirghizistan :
|   | Date             | Lieu     | Match                | Score | Compétition                           |
| - | ---------------- | -------- | -------------------- | ----- | ------------------------------------- |
| 1 | 25 juillet 2009  | Tianjin  | Chine - Kirghizistan | 3-0   | Match amical                          |
| 2 | 13 décembre 2014 | Shenzhen | Chine - Kirghizistan | 4-0   | Match amical                          |
| 3 | 17 décembre 2014 | Shenzhen | Chine - Kirghizistan | 2-0   | Match amical                          |
| 4 | 7 janvier 2019   | Al-Aïn   | Chine - Kirghizistan | 2-1   | Coupe d'Asie des nations 2019 (gr. C) |

#### Bilan
Au 3 avril 2019 :
- Total de matchs disputés : 4
- Victoires de la Chine : 4
- Matchs nuls : 0
- Victoires du Kirghizistan : 0
- Total de buts marqués par la Chine : 11
- Total de buts marqués par le Kirghizistan : 1

## M

### Macao

#### Confrontations
Confrontations entre Macao et la Chine :
|   | Date             | Lieu      | Match         | Score | Compétition                                                               |
| - | ---------------- | --------- | ------------- | ----- | ------------------------------------------------------------------------- |
| 1 | 27 décembre 1978 | Manille   | Chine - Macao | 2-1   | Tour préliminaire à la Coupe d'Asie des nations 1980 (gr. 4)              |
| 2 | 24 décembre 1980 | Hong Kong | Chine - Macao | 3-0   | Tours préliminaires à la Coupe du monde 1982 (zone Asie-Océanie, gr. 4-A) |
| 3 | 20 février 1985  | Macao     | Macao - Chine | 0-4   | Tour préliminaire à la Coupe du monde 1986 (zone Asie, 1er tour)          |
| 4 | 12 mai 1985      | Pékin     | Chine - Macao | 6-0   | Tour préliminaire à la Coupe du monde 1986 (zone Asie, 1er tour)          |
| 5 | 30 janvier 1996  | Hong Kong | Chine - Macao | 7-1   | Tour préliminaire à la Coupe d'Asie des nations 1996 (gr. 2)              |

#### Bilan
Au 9 avril 2019 :
- Total de matchs disputés : 5
- Victoires de Macao : 0
- Matchs nuls : 0
- Victoires de la Chine : 5
- Total de buts marqués par Macao : 2
- Total de buts marqués par la Chine : 22

### Maroc
Confrontations entre l'équipe de Chine de football et l'équipe du Maroc de football.
| Date            | Lieu        | Match         | Score | Compétition             |
| 26 juillet 1977 | Pékin Chine | Chine - Maroc | 3-2   | Tournoi amical de Pékin |
| 24 juillet 1982 | Pékin Chine | Chine - Maroc | 3-3   | Match amical            |

#### Bilan
- Total de matchs disputés : 2
- Victoires de l'équipe de Chine : 1
- Victoires de l'équipe du Maroc : 0
- Matchs nuls : 1

### Maldives

#### Confrontations
Confrontations entre les Maldives et la Chine :
|   | Date              | Lieu  | Match            | Score | Compétition                                                          |
| - | ----------------- | ----- | ---------------- | ----- | -------------------------------------------------------------------- |
| 1 | 22 avril 2001     | Xi'an | Chine - Maldives | 10-1  | Tour préliminaire à la Coupe du monde 2002 (zone Asie, 1er tour)     |
| 2 | 28 avril 2001     | Malé  | Maldives - Chine | 0-1   | Tour préliminaire à la Coupe du monde 2002 (zone Asie, 1er tour)     |
| 3 | 8 septembre 2015  | Malé  | Maldives - Chine | 0-3   | Éliminatoires de la Coupe d'Asie des nations 2019 (1er tour)         |
| 4 | 24 mars 2016      | Wuhan | Chine - Maldives | 4-0   | Éliminatoires de la Coupe d'Asie des nations 2019 (1er tour)         |
| 5 | 10 septembre 2019 | Malé  | Maldives - Chine | 0-5   | Éliminatoires de la Coupe d'Asie des nations 2023 (2e tour - gr. A)  |
|   | 26 mars 2020      |       | Chine - Maldives |       | Éliminatoires de la Coupe d'Asie des nations 2023} (2e tour - gr. A) |

#### Bilan
Au 22 novembre 2019 :
- Total de matchs disputés : 5
- Victoires des Maldives : 0
- Matchs nuls : 0
- Victoires de la Chine : 5
- Total de buts marqués par les Maldives : 1
- Total de buts marqués par la Chine : 23

## P

### Pays-Bas
Confrontations entre la Chine et les Pays-Bas :
| Date         | Lieu             | Match            | Score | Compétition  |
| 29 mai 1996  | Tilburg Pays-Bas | Pays-Bas - Chine | 2-0   | Match amical |
| 11 juin 2013 | Pékin Chine      | Chine - Pays-Bas | 0-2   | Match amical |

#### Bilan
- Total de matchs disputés : 2
- Victoires de l'équipe de Chine : 0
- Victoires de l'équipe des Pays-Bas : 2
- Match nul : 0

### Philippines
Confrontations entre la Chine et les Philippines :
| Date        | Lieu         | Match               | Score | Compétition  |
| 7 juin 2017 | Canton Chine | Chine - Philippines | 8-1   | Match amical |

#### Bilan
- Total de matchs disputés : 1
- Victoires de l'équipe de Chine : 1
- Victoires de l'équipe des Philippines : 0
- Match nul : 0

### Pologne
Confrontations entre l'équipe de Chine de football et l'équipe de Pologne de football : 
| Date             | Lieu              | Match           | Score | Compétition  |
| 24 novembre 1981 | Bangkok Thaïlande | Chine - Pologne | 0-2   | Match amical |
| 15 janvier 1984  | Calcutta Inde     | Pologne - Chine | 1-0   | Match amical |
| 27 janvier 1984  | Calcutta Inde     | Pologne - Chine | 1-0   | Match amical |

#### Bilan
- Total de matchs disputés : 3
- Victoires de l'équipe de Pologne : 3
- Victoires de l'équipe de Chine : 0
- Matchs nuls : 0

### Portugal
Confrontations entre le Portugal et la Chine :
| Date        | Lieu     | Match            | Score | Compétition  |
| 25 mai 2002 | Macao    | Chine - Portugal | 0-2   | Match amical |
| 3 mars 2010 | Portugal | Portugal - Chine | 2-0   | Match amical |

#### Bilan
- Total de matchs disputés : 2
- Victoires de l'équipe du Portugal : 2
- Victoires de l'équipe de Chine : 0
- Match nul : 0

## R

### Russie
Confrontations entre l'équipe de Russie de football et l'équipe de Chine de football.
| Date            | Lieu        | Match        | Score | Compétition    |
| 3 octobre 1959  | Pékin Chine | Chine - URSS | 0-1   | amical         |
| 21 janvier 1985 | Cochin Inde | Chine - URSS | 2-3   | Tournoi amical |

#### Bilan
- Total de matchs disputés : 2
- Victoires de l'équipe de Russie : 2
- Victoires de l'équipe de Chine : 0
- Matchs nuls : 0

## S

### Sénégal
Confrontations entre le Sénégal et la Chine :
| Date             | Lieu    | Match           | Score | Compétition  |
| 19 novembre 1972 | Sénégal | Sénégal - Chine | 0-0   | Match amical |
| 11 août 1974     | Chine   | Chine - Sénégal | 5-2   | Match amical |

#### Bilan
- Total de matchs disputés : 1
- Victoires de l'équipe du Sénégal : 0
- Victoires de l'équipe de Chine : 1
- Match nul : 1

### Serbie et Monténégro
Confrontations entre la Serbie et Monténégro et la Chine :
| Date             | Lieu          | Match                        | Score | Compétition  |
| 13 novembre 2005 | Nanjing Chine | Chine - Serbie-et-Monténégro | 0-2   | Match amical |

#### Bilan
- Total de matchs disputés : 1
- Victoires de l'équipe de Serbie et Monténégro : 1
- Victoires de l'équipe de Chine : 0
- Match nul : 0

### Suisse
Confrontations entre l'équipe de Chine de football et l'équipe de Suisse de football : 
| Date        | Lieu          | Match          | Score | Compétition  |
| 3 juin 2006 | Zurich Suisse | Suisse - Chine | 4-1   | Match amical |

#### Bilan
- Total de matchs disputés : 1
- Victoires de l'équipe de Suisse : 1 (100 %)
- Victoires de l'équipe de Chine : 0 (0 %)
- Match nul : 0 (0 %)

### Syrie
Confrontations entre l'équipe de Chine de football et l'équipe de Syrie de football :
| Date             | Lieu  | Match         | Score | Compétition             |
| 14 novembre 2019 | Dubaï | Syrie - Chine | 1-2   | Éliminatoires FIFA 2022 |

#### Bilan
- Total de matchs disputes : 1
- Victoires de l'équipe de Syrie : 2
- Victoires de l'équipe de Chine : 1

## T

### Turquie
Confrontations entre l'équipe de Chine de football et l'équipe de Turquie de football en matchs officiels :
| Date         | Lieu  | Match           | Score | Compétition                                |
| 13 juin 2002 | Séoul | Turquie - Chine | 3-0   | Coupe du monde de football 2002 (Groupe C) |

#### Bilan partiel
- Total de matchs disputés : 1
- Victoires de l'équipe de Chine : 0
- Victoires de l'équipe de Turquie : 1
- Match nul : 0